# Diabolik Lovers

Logo reprezentativ al anime-ului Diabolik Lovers.

Diabolik Lovers (ディアボリックラヴァーズ Diaborikku Ravāzu?) este o franciză japoneză deținută de Rejet, care cuprinde jocuri, benzi desenate și un serial. Primul joc a fost lansat pe 11 octombrie 2012, pentru PlayStation Portable. Au fost lansate șase jocuri, dintre care două au fost remasterizate pentru PlayStation Vita. S-a creat si serial pentru primul sezon.

## Jocuri
- Diabolik Lovers: Haunted Dark Mireasa
- Diabolik Lovers: More, Blood
- Diabolik Lovers: Vandead Carnaval
- Diabolik Lovers: Dark Fate
- Diabolik Lovers: Lunatic Parade
- Diabolik Lovers: Lost Eden

## Legături externe
- ja  Site oficial Diabolik Lovers
- Wikia Diabolik Lovers în limba română